# Небојшa М. Крстић
Небојша М. Крстић (Ниш, 28. август 1964 — Ниш–Лесковац, 4. децембар 2001) био је српски социолог, публициста и активиста. Крстић је био члан Удружења књижевника Србије и оснивач и председник Отачаственог покрета Образ.

## Биографија
Небојша М. Крстић рођен је 28. авугста 1964. године у Нишу, од оца Милутина и мајке Ружице.
По образовању је био социолог и теолог. Написао је четири књиге и више стотина чланака, текстова и студија из области православног богословља, филозофије, политикологије, геополитике, аналитике глобализма и проблематике верских секти. У његовом раду издвајали су се есеји.
Основао је и уређивао часопис Логос (1991-1994), гласило студената Богословског факултета.
Био је члан редакција и сарадник бројних часописа: „Светигора”, „Православље”, „Војска”, и сарадник подлиска „Култура – уметност – наука” дневног листа „Политика”. Учествовао је у оснивању Српског националног већа Косова и Метохије.
Приредио је зборник православних богословских радова на тему Православље и политика (Градац, Чачак, 1993) и зборник чланака Светог владике Николаја Православље и политика (Београд, 1997).

## Смрт
Погинуо је под неразјашњеним околностима у саобраћајној несрећи на деоници аутопута Е 75 између Ниша и Лесковца 4. децембра 2001. године. Сахрањен је 5. децембра 2001. на Новом гробљу у Нишу.

## Дела
Књиге
- Политика и образ - за васкрс распетог Српства, Београд, 1993.
- Победити или нестати, Београд, 2000.[5]

Одабрани радови
- Хришћанство и женско питање
- Појам Логоса код Св. Јована Богослова
- Битнији живот - литургијско искуство пакибитија
- Византија данса (1992)
- Крст Господњи и васкрсна радост
- Хришћанство и истина (1993)
- Теолошко тумачење српске слоге (1993)
- Стварање света и човека
- Црква и партија (1994)
- Вера хришћанска и име српско (1997)